# Elecciones generales de Uganda de 2006
Las elecciones generales de Uganda de 2006 se celebraron el 23 de febrero, meses después de que se aprobara por referéndum una reforma constitucional que legalizaba todos los partidos políticos. Hasta entonces, el país estaba regido por un sistema apartidista conocido como "sistema de Movimiento", aunque en la práctica se creía que la guerrilla del presidente, Yoweri Museveni, el Movimiento de Resistencia Nacional, era en realidad un partido único encubierto. De todas formas, Museveni volvió a triunfar en las elecciones con casi el 60% de los votos, aunque el resultado fue considerado fraudulento por los diferentes grupos de la oposición. Su partido, el NRM, obtuvo 213 escaños en la Asamblea Nacional.

## Campaña y controversias
Varios líderes de importantes partidos opositores al régimen de Museveni decidieron no presentar sus candidaturas con el fin de apoyar a un solo candidato, bajo la bandera de un llamado "Grupo de los Seis" (partidos opositores). El candidato independiente Nasser Sebaggala se inscribió, pero luego decidió dejar la carrera presidencial, y pidió a sus partidarios que votaran por Kizito, del Partido Democrático. Las elecciones fueron afectadas por la controversia, con el gobierno acusado de intimidar a los partidos de oposición. Esto incluía el arresto y la detención de Besigye, el principal candidato opositor.

## Resultados

### Presidenciales
|  | 59.26 % |

|  | 37.39 % |

|  | 1.58 % |

|  | 0.95 % |

|  | 0.82 % |

|  | 100.0 % |

|  | 69.19 % |

### Parlamentarias
| Movimiento de Resistencia Nacional    | 141 | 58 | 14 | 213 |
| Foro para el Cambio Democrático       | 27  | 10 | 0  | 37  |
| Congreso Popular de Uganda            | 9   | 0  | 0  | 9   |
| Partido Democrático                   | 8   | 0  | 0  | 8   |
| Partido Conservador                   | 1   | 0  | 0  | 1   |
| Foro Justicia                         | 1   | 0  | 0  | 1   |
| Independientes                        | 28  | 11 | 1  | 40  |
| Representantes de las Fuerzas Armadas | –   | –  | 10 | 10  |
| Total                                 | 215 | 79 | 25 | 319 |
| Fuente: IPU                           |     |    |    |     |

### Por Distrito
| Distrito                     | Bwanika | Bwanika | Besigye   | Besigye | Obote  | Obote | Kizito  | Kizito | Museveni  | Museveni | Votantes registrados |
| Distrito                     | Votos   | %       | Votos     | %       | Votos  | %     | Votos   | %      | Votos     | %        | Votantes registrados |
| ---------------------------- | ------- | ------- | --------- | ------- | ------ | ----- | ------- | ------ | --------- | -------- | -------------------- |
| Distrito de Adjumani         | 779     | 2.38    | 19.919    | 60.75   | 165    | 0.5   | 648     | 1.98   | 11.277    | 34.39    | 49.447               |
| Distrito de Amolatar         | 304     | 1.23    | 16.462    | 66.44   | 440    | 1.78  | 460     | 1.86   | 7.112     | 28.7     | 33.020               |
| Distrito de Amuria           | 1.063   | 2.46    | 33.602    | 77.73   | 594    | 1.37  | 709     | 1.64   | 7.260     | 16.79    | 65.691               |
| Distrito de Apac             | 3.335   | 2.1     | 115.840   | 72.81   | 11.019 | 6.93  | 3.272   | 2.06   | 25.625    | 16.11    | 240.639              |
| Distrito de Arua             | 4.435   | 2.45    | 103.133   | 56.95   | 2.158  | 1.19  | 3.941   | 2.18   | 67.436    | 37.24    | 281.954              |
| Distrito de Bugiri           | 1.091   | 0.93    | 39.632    | 33.88   | 771    | 0.66  | 1.026   | 0.88   | 74.457    | 63.65    | 177.525              |
| Distrito de Bukwa            | 114     | 0.66    | 1.286     | 7.39    | 36     | 0.21  | 90      | 0.52   | 15.865    | 91.23    | 23.925               |
| Distrito de Bundibugyo       | 1.102   | 1.9     | 10.691    | 18.41   | 363    | 0.63  | 1.169   | 2.01   | 44.735    | 77.05    | 89.035               |
| Distrito de Bushenyi         | 1.082   | 0.47    | 51.050    | 22.14   | 299    | 0.13  | 1.212   | 0.53   | 176.909   | 76.73    | 308.013              |
| Distrito de Busia            | 896     | 1.19    | 28.817    | 38.17   | 872    | 1.16  | 885     | 1.17   | 44.020    | 58.31    | 111.091              |
| Distrito de Butaleja         | 608     | 1.26    | 17.176    | 35.64   | 919    | 1.91  | 459     | 0.95   | 29.026    | 60.23    | 69.822               |
| Distrito de Gulu             | 2.406   | 1.89    | 104.910   | 82.37   | 1.423  | 1.12  | 1.793   | 1.41   | 16.827    | 13.21    | 215.953              |
| Distrito de Hoima            | 663     | 0.71    | 14.697    | 15.77   | 312    | 0.33  | 545     | 0.58   | 76.952    | 82.59    | 133.384              |
| Distrito de Ibanda           | 198     | 0.31    | 6.734     | 10.52   | 55     | 0.09  | 281     | 0.44   | 56.726    | 88.64    | 87.951               |
| Distrito de Iganga           | 1.021   | 0.57    | 52.459    | 29.26   | 729    | 0.41  | 1.075   | 0.6    | 124.025   | 69.17    | 286.740              |
| Distrito de Isingiro         | 322     | 0.29    | 14.745    | 13.33   | 103    | 0.09  | 433     | 0.39   | 95.040    | 85.9     | 142.507              |
| Distrito de Jinja            | 526     | 0.53    | 43.834    | 44.03   | 487    | 0.49  | 453     | 0.46   | 54.259    | 54.5     | 163.681              |
| Distrito de Kaabong          | 526     | 2.18    | 1.807     | 7.49    | 494    | 2.05  | 1.001   | 4.15   | 20.302    | 84.14    | 41.861               |
| Distrito de Kabale           | 547     | 0.36    | 34.244    | 22.79   | 152    | 0.1   | 395     | 0.26   | 114.919   | 76.48    | 214.840              |
| Distrito de Kabarole         | 438     | 0.42    | 14.961    | 14.42   | 202    | 0.19  | 988     | 0.95   | 87.154    | 84.01    | 153.042              |
| Distrito de Kaberamaido      | 711     | 1.59    | 34.612    | 77.19   | 536    | 1.2   | 630     | 1.4    | 8.351     | 18.62    | 60.437               |
| Distrito de Kalangala        | 118     | 0.87    | 5.555     | 41.19   | 28     | 0.21  | 539     | 4      | 7.246     | 53.73    | 24.200               |
| Distrito de Kaliro           | 227     | 0.51    | 4.121     | 9.2     | 87     | 0.19  | 285     | 0.64   | 40.076    | 89.46    | 59.288               |
| Distrito de Kampala          | 3.045   | 0.7     | 245.004   | 56.69   | 1.425  | 0.33  | 11.993  | 2.78   | 170.688   | 39.5     | 764.283              |
| Distrito de Kamuli           | 846     | 0.61    | 25.187    | 18.03   | 431    | 0.31  | 1.016   | 0.73   | 112.236   | 80.33    | 207.242              |
| Distrito de Kamwenge         | 365     | 0.39    | 8.909     | 9.53    | 97     | 0.1   | 632     | 0.68   | 83.436    | 89.29    | 127.799              |
| Distrito de Kanungu          | 344     | 0.49    | 16.109    | 22.86   | 61     | 0.09  | 359     | 0.51   | 53.600    | 76.06    | 96.091               |
| Distrito de Kapchorwa        | 265     | 0.62    | 9.296     | 21.67   | 80     | 0.19  | 112     | 0.26   | 33.144    | 77.26    | 61.891               |
| Distrito de Kasese           | 1.507   | 1.12    | 70.936    | 52.61   | 499    | 0.37  | 1.598   | 1.19   | 60.301    | 44.72    | 210.826              |
| Distrito de Katakwi          | 894     | 2.79    | 16.845    | 52.51   | 435    | 1.36  | 963     | 3      | 12.940    | 40.34    | 45.494               |
| Distrito de Kayunga          | 477     | 0.59    | 24.044    | 29.65   | 395    | 0.49  | 1.030   | 1.27   | 55.152    | 68.01    | 126.005              |
| Distrito de Kibaale          | 591     | 0.46    | 10.577    | 8.22    | 453    | 0.35  | 1.027   | 0.8    | 116.059   | 90.17    | 180.770              |
| Distrito de Kiboga           | 358     | 0.5     | 11.168    | 15.52   | 111    | 0.15  | 861     | 1.2    | 59.478    | 82.64    | 115.852              |
| Distrito de Kiruhura         | 178     | 0.2     | 6.282     | 6.92    | 100    | 0.11  | 168     | 0.19   | 84.046    | 92.59    | 104.992              |
| Distrito de Kisoro           | 326     | 0.41    | 5.175     | 6.53    | 164    | 0.21  | 669     | 0.84   | 72.896    | 92.01    | 99.391               |
| Distrito de Kitgum           | 1.588   | 2.21    | 54.293    | 75.47   | 1.020  | 1.42  | 1.478   | 2.05   | 13.562    | 18.85    | 115.010              |
| Distrito de Koboko           | 1.041   | 3.58    | 16.858    | 57.94   | 192    | 0.66  | 663     | 2.28   | 10.343    | 35.55    | 48.973               |
| Distrito de Kotido           | 362     | 1.17    | 2.694     | 8.7     | 273    | 0.88  | 788     | 2.55   | 26.842    | 86.7     | 56.559               |
| Distrito de Kumi             | 2.268   | 2.05    | 75.440    | 68.09   | 1.083  | 0.98  | 1.598   | 1.44   | 30.398    | 27.44    | 158.510              |
| Distrito de Kyenjojo         | 523     | 0.48    | 7.152     | 6.61    | 300    | 0.28  | 940     | 0.87   | 99.291    | 91.76    | 150.354              |
| Distrito de Lira             | 3.133   | 2.07    | 121.568   | 80.41   | 11.516 | 7.62  | 2.982   | 1.97   | 11.986    | 7.93     | 247.272              |
| Distrito de Luwero           | 683     | 0.73    | 28.253    | 30.38   | 241    | 0.26  | 2.394   | 2.57   | 61.439    | 66.06    | 148.042              |
| Distrito de Manafwa          | 693     | 0.61    | 26.935    | 23.75   | 470    | 0.41  | 609     | 0.54   | 84.688    | 74.68    | 163.807              |
| Distrito de Masaka           | 1.155   | 0.54    | 78.553    | 36.65   | 197    | 0.09  | 7.856   | 3.67   | 126.561   | 59.05    | 317.684              |
| Distrito de Masindi          | 1.417   | 1.19    | 29.555    | 24.88   | 945    | 0.8   | 1.403   | 1.18   | 85.447    | 71.95    | 195.112              |
| Distrito de Mayuge           | 652     | 0.86    | 26.183    | 34.49   | 623    | 0.82  | 642     | 0.85   | 47.824    | 62.99    | 128.811              |
| Distrito de Mbale            | 620     | 0.63    | 47.856    | 48.37   | 455    | 0.46  | 509     | 0.51   | 49.507    | 50.03    | 162.767              |
| Distrito de Mbarara          | 339     | 0.28    | 28.270    | 23.05   | 160    | 0.13  | 287     | 0.23   | 93.571    | 76.31    | 175.401              |
| Distrito de Mityana          | 370     | 0.48    | 22.415    | 28.85   | 197    | 0.25  | 2.894   | 3.72   | 51.825    | 66.7     | 114.425              |
| Distrito de Moroto           | 735     | 2.16    | 2.811     | 8.28    | 565    | 1.66  | 1.478   | 4.35   | 28.363    | 83.54    | 63.095               |
| Distrito de Moyo             | 685     | 2.45    | 14.901    | 53.38   | 306    | 1.1   | 414     | 1.48   | 11.610    | 41.59    | 42.137               |
| Distrito de Mpigi            | 576     | 0.51    | 32.285    | 28.42   | 272    | 0.24  | 4.496   | 3.96   | 75.988    | 66.88    | 168.103              |
| Distrito de Mubende          | 633     | 0.49    | 14.558    | 11.35   | 309    | 0.24  | 1.560   | 1.22   | 111.232   | 86.7     | 197.597              |
| Distrito de Mukono           | 1.514   | 0.71    | 82.743    | 38.68   | 690    | 0.32  | 6.134   | 2.87   | 122.847   | 57.42    | 345.689              |
| Distrito de Nakapiripirit    | 189     | 0.74    | 1.390     | 5.41    | 146    | 0.57  | 310     | 1.21   | 23.635    | 92.07    | 46.070               |
| Distrito de Nakaseke         | 204     | 0.46    | 6.384     | 14.29   | 60     | 0.13  | 763     | 1.71   | 37.260    | 83.41    | 63.541               |
| Distrito de Nakasongola      | 164     | 0.42    | 3.600     | 9.15    | 95     | 0.24  | 188     | 0.48   | 35.284    | 89.71    | 56.502               |
| Distrito de Nebbi            | 2.525   | 2.13    | 56.663    | 47.87   | 2.733  | 2.31  | 2.245   | 1.9    | 54.208    | 45.79    | 176.766              |
| Distrito de Ntungamo         | 545     | 0.38    | 40.283    | 28.45   | 169    | 0.12  | 538     | 0.38   | 100.077   | 70.67    | 186.127              |
| Distrito de Pader            | 1.538   | 2.21    | 53.921    | 77.32   | 674    | 0.97  | 1.303   | 1.87   | 12.305    | 17.64    | 122.802              |
| Distrito de Pallisa          | 1.883   | 1.22    | 70.178    | 45.5    | 1.086  | 0.7   | 2.037   | 1.32   | 79.055    | 51.25    | 225.241              |
| Distrito de Rakai            | 556     | 0.4     | 36.980    | 26.29   | 172    | 0.12  | 2.248   | 1.6    | 100.709   | 71.59    | 206.289              |
| Distrito de Rukungiri        | 363     | 0.42    | 29.261    | 34.26   | 100    | 0.12  | 256     | 0.3    | 55.436    | 64.9     | 122.711              |
| Distrito de Sironko          | 577     | 0.6     | 35.855    | 37.4    | 239    | 0.25  | 518     | 0.54   | 58.670    | 61.2     | 138.013              |
| Distrito de Soroti           | 1.663   | 1.59    | 84.217    | 80.5    | 773    | 0.74  | 971     | 0.93   | 16.993    | 16.24    | 149.304              |
| Distrito de Sembabule        | 195     | 0.33    | 12.567    | 21.02   | 107    | 0.18  | 610     | 1.02   | 46.320    | 77.46    | 85.016               |
| Distrito de Tororo           | 1.476   | 1.35    | 56.528    | 51.68   | 2.912  | 2.66  | 1.094   | 1      | 47.374    | 43.31    | 164.263              |
| Distrito de Wakiso           | 1.720   | 0.64    | 125.306   | 46.51   | 555    | 0.21  | 13.239  | 4.91   | 128.620   | 47.74    | 457.962              |
| Distrito de Yumbe            | 1.051   | 2.26    | 24.297    | 52.22   | 454    | 0.98  | 893     | 1.92   | 19.832    | 42.62    | 76.151               |
| Total                        | 65.344  | 0.95    | 2.570.572 | 37.36   | 56.584 | 0.82  | 109.055 | 1.59   | 4.078.677 | 59.28    | 10.450.788           |
| Fuente: Electoral Commission |         |         |           |         |        |       |         |        |           |          |                      |